# Dore Hoyer
Dore Hoyer, född 12 december 1911 i Dresden, död 31 december 1967 i Berlin, var en tysk dansare, koreograf och danslärare. Hon anses vara en av de främsta solodansarna inom den tyska traditionen av Ausdruckstanz (fridans).

## Biografi
Som ung undervisades Hoyer i rytmik och gymnastik. Hon tränades först enligt Hellerau-Laxenburgs idéer 1927–1928, och därefter i expressionistisk fridans hos Gret Palucca åren 1929–1930. År 1931 arbetade hon som solist in Plauen, och 1933 blev hon balettmästare i Oldenburg. År 1932 förälskade hon sig i den 18-åriga musikern Peter Cieslak, som hade komponerat musik till ett antal solodanser som hon koreograferade och dansade. Cieslak dog 5 april 1935, möjligen på grund av självmord.
Åren 1935–1936 turnerade hon i Tyskland, Nederländerna, Danmark och Sverige med Mary Wigmans dansgrupp. Hon och andra dansare fotograferades då av konstnären Edmund Kesting. År 1937 blev hon porträtterad av den expressionistiske målaren Hans Grundig.
Åren 1940–1941 deltog hon i Hans Niedecken Gebhards kortvariga Deutsche Tanzbühne i Berlin. Under andra världskriget framträdde hon på flera platser, bland annat i Graz 1943. Efter kriget tog hon över det som hade varit Mary Wigman-Schule i Dresden och ändrade skolans namn till D.-Hoyer-Studio. Under Hoyers ledning skapade skolan Dances for Käthe Kollwitz. Hon delade Käthe Kollwitz motstånd mot våld och elitism, förenat med empati för de svaga i samhället. År 1948 stängdes D.-Hoyer-Studio av ekonomiska skäl, det var svårt att få de anslag som behövdes.
År 1949 blev hon i stället ledare för baletten vid Staatsoper i Hamburg, där hon fick full konstnärlig frihet, och kunde fortsätta sin verksamhet som solist och koreograf. Hon lämnade operan 1951.
Under 1950-talet bodde hon på olika platser, Mannheim (1952), Ulm (1954), Aten (1956), Berlin (1957), Salzburg (1963), Frankfurt (1965) och Sydamerika. Från 1962 undervisade hon vid Hamburg Konstakademi.
Hennes sista framträdande skedde 1967 på Theater des Westens i Berlin.
Skuldsatt och med framtidsutsikten att hon aldrig skulle kunna dansa mer på grund av en knäskada, tog hon sitt liv i Berlin den 31 december 1967.